# Muhlenbergia jonesii
Muhlenbergia jonesii là một loài thực vật có hoa trong họ Hòa thảo. Loài này được (Vasey) Hitchc. mô tả khoa học đầu tiên năm 1912.